# 'Ndrina Cua
Cua è una 'ndrina di Natile di Careri, in provincia di Reggio Calabria, e facente parte del Locale di Natile di Careri. È attiva nell'appropriazione di appalti e subappalti e in attività di narcotraffico internazionale.
Nel 2004 l'affiliato Rocco Varacalli, operante a Torino, si pente e confessa le attività della 'ndrina in Calabria e in Piemonte.
Nell'operazione Minotauro, Varacalli racconta della sua affiliazione e dei ruoli di alcune persone in seno alla famiglia.
Le persone presenti al battesimo 'ndranghetista di Varacalli erano: il capo società Pietro Cua, il mastro di giornata Pietro Cufari, il contabile Francesco Trimboli, il picciotto di giornata Pietro Cufari e il capo giovane Anselmo Callipari.

## Fatti recenti
- Il 20 marzo 2014 vengono arrestate 23 persone per traffico internazionale di droga tra cui esponenti degli Ietto-Cua-Pipicella come Pasquale Bifulco che era in collaborazione con un'organizzazione criminale montenegrina che faceva capo a Vladan Radoman, e a peruviani, brasiliani, britannici e irlandesi che importavano cocaina dal Perù, passava attraverso i porti brasiliani e giungeva a Gioia Tauro. I paesi toccati erano anche: Paesi Bassi, Spagna, Svizzera, Germania e Portogallo[1][3][4][5].
- Il 5 dicembre 2018 si conclude l'operazione European 'ndrangheta connection (ex Pollino) condotta dalla procura nazionale antimafia insieme all'Eurojust e partita da forze dell'ordine olandesi che ha portato all'arresto di una organizzazione di 90 persone dedita al traffico internazionale di stupefacenti tra Belgio, Paesi Bassi, Germania, Italia, Colombia e Brasile e che colpisce alcuni esponenti dei Pelle-Vottari, dei Romeo detti Stacchi, degli Cua-Ietto, degli Ursino e dei Nirta-Strangio nonché esponenti della criminalità turca. Tra gli arrestati Giuseppe e Francesco Marando,  José Manuel Mammoliti, Giovanni Giorgi, Antonio Costadura detto U Tignusu, Domenico Romeo detto Corleone, Francesco Luca Romeo, Sebastiano Romeo e Domenico Strangio. Sono accusati alcuni anche di intestazione fittizia e associazione mafiosa, l'operazione ha anche portato al sequestro di diverse tonnellate di cocaina e alla scoperta di azioni di riciclaggio, di pagamenti in bitcoin, e dell'uso di attività ristorative come supporto alla logistica del traffico. Le città coinvolte sono: Horst, Venray, Amsterdam e Rotterdam per i Paesi Bassi, Brüggen in Renania Settentrionale-Vestfalia per la Germania[6][7][8][9][10].

## Esponenti di spicco
- Pietro Cua (ex capo locale di Natile di Careri).[11]